# Vanellus chilensis chilensis
Vanellus chilensis chilensis, llamado comúnmente treile, queltehue o tero araucano, es una de las subespecies en que se divide la especie Vanellus chilensis, un ave del orden de los Charadriiformes y de la familia de los Charadriidae, la cual habita en gran parte de América del Sur.

## Descripción original y localidad tipo
La descripción original la efectuó Juan Ignacio Molina en el año 1782. La localidad tipo original de Parra chilensis Molina era «Chile». Posteriormente fue restringida a la antigua «Provincia de Maule, Chile», pues esta era en la cual Molina residía.

## Distribución geográfica
Esta subespecie habita en la Argentina en las montañas desde la provincia de Jujuy hacia el sur. Ya en la Patagonia también lo hace en las llanuras, alcanzando de este modo el noroeste de la provincia de Chubut en el valle
del lago Blanco. Su distribución septentrional es solo en respuesta a migraciones invernales. El área de contacto con Vanellus chilensis fretensis no es neta, y es aún discutida, sería entre las provincias de Neuquén y Chubut. Algunos ejemplares capturados durante el invierno austral en la provincia de Buenos Aires —área de V. c. lampronotus— son fenotípicamente próximos a V. c. chilensis. 
En Chile lo hace, tanto en las cordilleras como en los valles, desde San Pedro de Atacama, Provincia de El Loa en la Región de Antofagasta, hasta Chiloé y la Provincia de Llanquihue, donde intergrada con V. c. fretensis. Es accidental en las islas de Juan Fernández.
En Perú, al parecer, la única evidencia era demasiado escasa para justificar la inclusión de ese país en el rango de distribución de la especie: Taczanonrski decía que había un espécimen de la costa de Perú colectado por Raimondi. Modernos registros confirman a la especie como accidental en ese país, con observaciones en la región de Iquitos, con un ejemplar en Putumayo, pero no de esta raza sino de V. c. cayennensis.

## Hábitat
Aunque habita en descampados, campos ganaderos o agrícolas, e incluso en ámbitos urbanos, su presencia es más usual en las cercanías de ríos y lagunas, sobre pasto corto, playas arenosas o barrosas, etc. 

## Características y variación

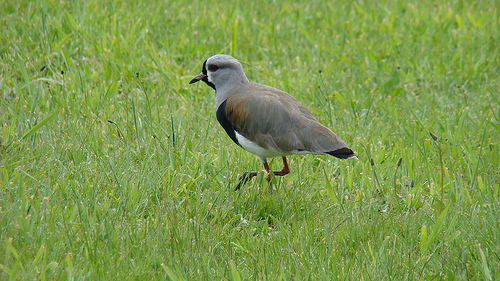
Vanellus chilensis chilensis en Valdivia, Chile.

Esta subespecie tiene un aspecto similar a Vanellus chilensis fretensis, pero es mayor. Con respecto a V. c. lampronotus, posee en las mejillas menos negro y más blanco, este último forma un borde subocular. El resto de la cabeza y el cuello presenta tonos gris-celeste, perlado. El blanco del cuello ventral junto a la corbata negra pasa a ser muy fino, casi ausente. El copete es mucho más corto y grisáceo, no negro puro; también lo separa fácilmente su voz: ronca, similar a un loro.
El negro del pecho está más extendido, y presenta reflejos verdosos. La cola posee la punta blanca, y la banda sub-terminal negra es más amplia. Las alas y la cola son largas, en cambio los tarsos son cortos.
Las aves de ambos lados de los Andes son idénticas tanto en coloración como en tamaño; al parecer pueden entremezclarse en los muchos boquetes que interrumpen la cadena andina austral. 

### Medidas
Cuerda del ala (flat)♂: 254-263 mm (promedio 258,9); ♀: 245-261 mm (promedio 251,6)
Cola♂: 114-130 mm (promedio 121,2); ♀: 112-127,5 mm (promedio 116)
Banda negra de la cola♂: 42-55 mm (promedio 47); ♀: 43-51,5 mm (promedio 46,2)
Culmen expuesto♂: 26,5-31,5 mm (promedio 29,5); ♀: 26-32,5 mm (promedio 29,8)
Tarso♂: 68-78 mm (promedio 72,7); ♀: 64,5-77 mm (promedio 71,2).
Su peso es de 300 a 320 gr.

## Taxonomía

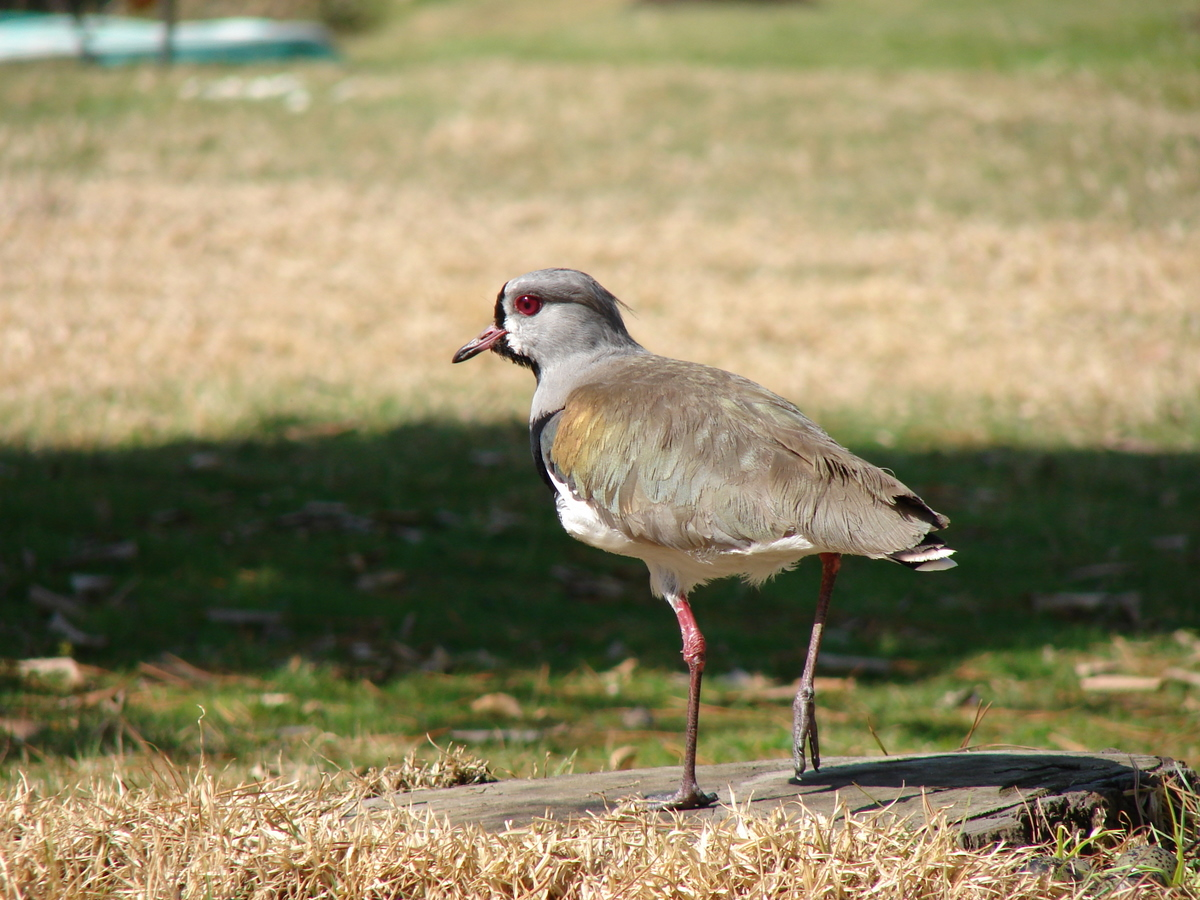
Vanellus chilensis chilensis en Santiago de Chile, Chile.

Es posible que este taxón, junto con Vanellus chilensis fretensis, sean divididos de las dos subespecies septentrionales, las que formarían una especie separada.

## Alimentación
Se alimentan de insectos pequeños (es un aliado del hombre en el control de plagas agrícolas).

## Comportamiento
Por lo general se agrupan en bandadas, y son muy cuidadosos de sus pichones. Hacen sus nidos en el campo abierto, razón por la cual son muy sensibles ante cualquier ruido o movimiento extraño. Al alarmarse emiten su grito característico, estridente y repetido.

### Nidificación
Mientras está anidando, ante la presencia de un intruso teatraliza la situación echándose como si estuviera empollando, pero en otro lado, para que el visitante se dirija hacia él. En algunas ocasiones hace vuelos cortos alejándose de su nido con la apariencia de no poder volar bien, como si estuviera herido, repitiéndolo varias veces cada vez más lejos hasta que pase el peligro. Muchas veces hace vuelos rasantes sobre el intruso, incluso rozándolo con sus espolones expuestos.
Su nido es un pequeño hoyo en el descampado apenas delimitado por ramitas y hierbas, y son muy difíciles de notar. Ponen 3 a 4 huevos desde finales del invierno, y la misma pareja puede poner varias veces durante el año. Los huevos se incuban durante 26 días. El color es gris verdoso con manchitas oscuras. Del cuidado de los pichones se ocupan tanto el padre como la madre. Los mismos quedan bajo cuidado de los padres hasta que aprenden a volar, lo que sucede aproximadamente al mes de vida.